# Jiří Sýkora (1977)
Jiří Sýkora (* 3. května 1977) je bývalý český fotbalista, záložník.

## Fotbalová kariéra
Odchovanec FC Viktoria Plzeň. V české lize hrál za FK Chmel Blšany. Nastoupil ve 149 ligových utkáních a dal 4 góly. V roce 2005 ukončil profesionální kariéru a odešel z Blšan do ZČE Plzeň, aby se mohl věnovat právnické profesi, kterou vystudoval na Právnické fakultě Západočeské univerzity v Plzni.

## Ligová bilance
| Ročník                 | Zápasy | Góly | Klub            |
| ---------------------- | ------ | ---- | --------------- |
| Gambrinus liga 1998/99 | 10     | 0    | FK Chmel Blšany |
| Gambrinus liga 1999/00 | 26     | 2    | FK Chmel Blšany |
| Gambrinus liga 2000/01 | 26     | 1    | FK Chmel Blšany |
| Gambrinus liga 2001/02 | 15     | 0    | FK Chmel Blšany |
| Gambrinus liga 2002/03 | 22     | 1    | FK Chmel Blšany |
| Gambrinus liga 2003/04 | 25     | 0    | FK Chmel Blšany |
| Gambrinus liga 2004/05 | 25     | 0    | FK Chmel Blšany |
| CELKEM 1. liga         | 149    | 4    |                 |